# Roggia Caccesca
La Caccesca (in dialetto novarese e lomellino Casésca) è una roggia che scorre in Piemonte (provincia di Novara) e in Lombardia (provincia di Pavia, Lomellina), che trae origine dall'Agogna.

## Percorso
L'incile (l'edificio di presa) della roggia si trova presso la chiusa sull'Agogna, detta Ciuson, a valle del ponte della Tangenziale di Novara, vicino al depuratore di Novara, che scarica il carico depurato nel torrente a valle della chiusa.
L'Agogna, in periodo di magra, cede gran parte delle sue acque alla roggia stessa; a valle del salto (ora sfruttato da una centrale idroelettrica) in queste condizioni - quelle di magra, appunto - la portata del torrente è costituita solo dai reflui del depuratore di Novara.
Dopo circa 20 metri dall'imbocco si trova il manufatto preposto alla regolazione delle acque. Successivamente la roggia inizia a scorrere in direzione Sud, attraversando le campagne di Lumellogno e di Granozzo con Monticello (dove viene scavalcata dal cavo Panizzina), in Piemonte;
A valle di Granozzo con Monticello, la Caccesca tocca la tenuta Kyrie (comune di Confienza) ed entra in Lombardia. Scorre ingrossata e con andemento sinuoso, entrando in comune di Robbio (dove scorre ai lati del Parco Naturale Valpometto).
La roggia, dopo aver piegato bruscamente verso est, sovrappassa il torrente Agogna tramite un ponte - canale, rientrando in Piemonte (comune di Borgolavezzaro); la roggia scorre presso l'oasi dell'Agogna Morta.
Rientrata in Lombardia (comune di Nicorvo), la Caccesca si divide in più rami, andando ad irrigare le campagne del circondario.
Un ramo della roggia Caccesca rientra nel torrente Agogna nel comune di Castello d'Agogna.

## Caratteristiche
La Caccesca viene attivata in primavera, quando le risaie necessitano di essere allagate; La fauna ittica della roggia è costituita da numerose varietà di ciprinidi  (cavedani, carassi, alborelle e carpe, le specie più comuni).
La sua gestione ittica non è regolata da alcun ente (la pesca può essere praticata con la sola licenza governativa), mentre la manutenzione e la gestione delle acque è concessa all'associazione d'irrigazione Est Sesia, che controlla tutti i canali irrigui della provincia di Novara, di Pavia e di Vercelli (esclusivamente ad est del corso del fiume Sesia).